# Ministère de l'Hydraulique
Le ministère de l'Hydraulique du Niger est le ministère chargé des ressources hydrauliques au Niger.

## Description

### Siège
Le ministère de l'Hydraulique du Niger a son siège à Niamey.

### Attributions
Ce département ministériel du gouvernement nigérien est chargé de la conception, de la mise en œuvre et du suivi de la politique de l’État en matière de planification du territoire du Niger.

### Ministres
Le ministre de l'Hydraulique du Niger est Adamou Mahaman .